# František Schmoranz starší
František Schmoranz starší (30. prosinec 1814 Bělá u Rychnova nad Kněžnou – 4. duben 1902 Slatiňany) byl architekt, stavitel a restaurátor druhé poloviny 19. století.

## Život
V Kutné Hoře se vyučil zedníkem, poté studoval na vídeňské Akademii (1836). Od roku 1837 žil ve Slatiňanech. V letech v 1844–1871 působil jako městský stavitel v Chrudimi. Z titulu své funkce se výrazně podílel na obnově Chrudimi po zhoubném požáru v roce 1850. Od roku 1853 působil jako krajský konzervátor vídeňské ústřední komise pro ochranu památek. Dne 16. ledna 1889 se stal čestným občanem města Chrudimi.

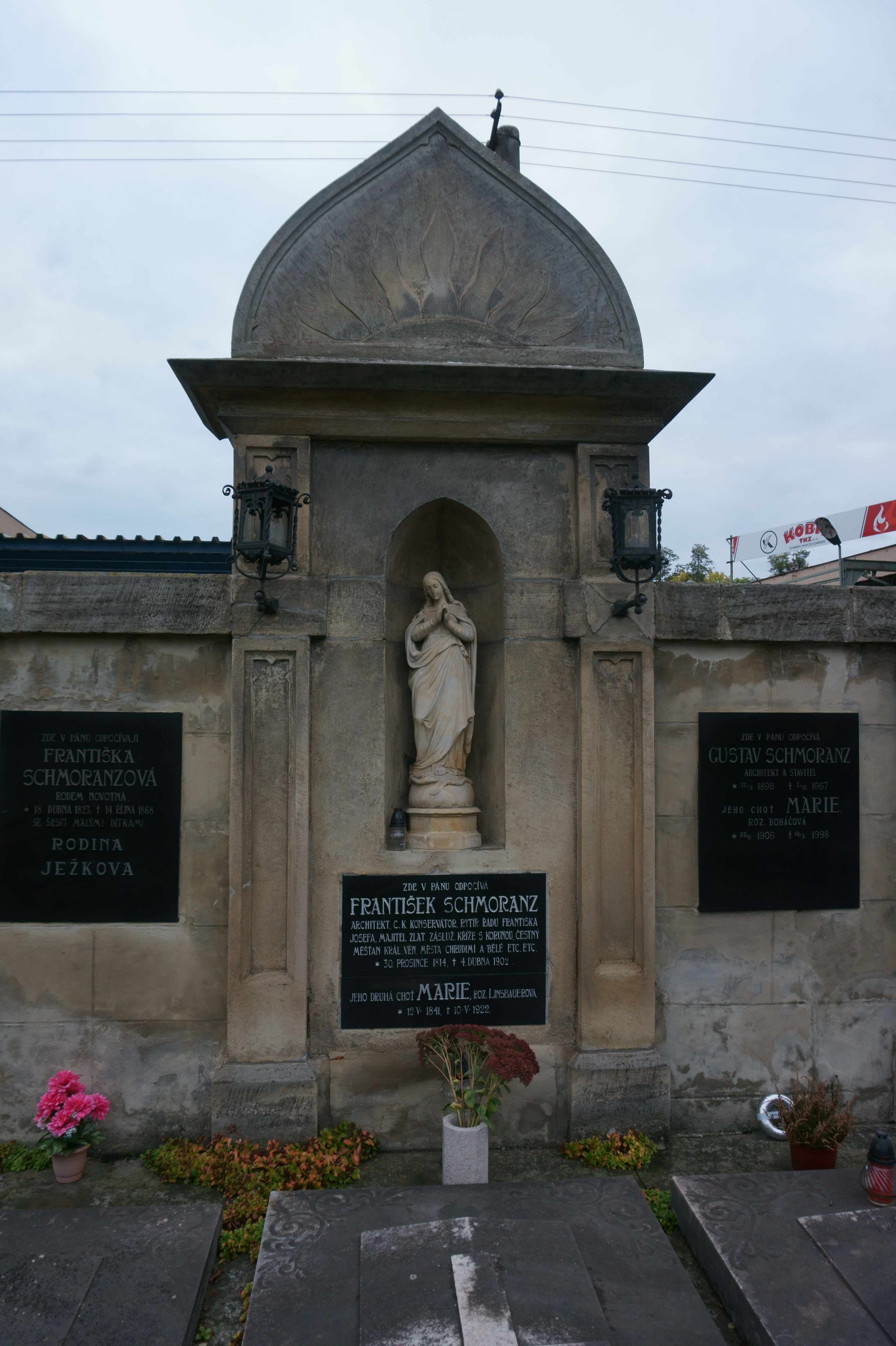
Náhrobek Františka Schmoranze st. ve Slatiňanech

Nejstarší syn František byl též architektem. Druhý syn Josef působil jako malíř, dekoratér a pedagog. Třetí syn Jan působil v Chrudimi a převzal otcovu firmu. Poslední syn Gustav byl ředitelem Národního divadla a působil i jako spisovatel, překladatel a malíř.

## Dílo
Schmoranz patřil k představitelům novogotiky, v níž vytvořil některé novostavby, například hrobku rodiny Karla Chotka ve Valtířově u Ústí nad Labem , především se však výrazně podílel na řadě puristických rekonstrukcí. Neogoticky přestavěl zámek Žleby, postavil též řadu budov v Chrudimi. Restauroval zde kostel Nanebevzetí Panny Marie. V Poličce restauroval kostel svatého Jakuba, v Hradci Králové pak katedrálu svatého Ducha, ve Dvoře Králové regotizoval kostel svatého Jana Křtitele. V rámci rekonstrukcí navrhoval též nový, neogotický mobiliář. Podnětem u vídeňské centrální komise pro ochranu památek se mu podařilo zabránit připravované demolici pardubické Zelené brány. Roku 1895 podle jeho návrhu byla opět vystavěna věž kostela Nanebevzetí Panny Marie v Polné. V letech 1869–1870 krátkou dobu ve Slatiňanech u stavební firmy Františka Schmoranze staršího působil významný architekt Antonín Wiehl. Podílel se také na obnově a prestavbě kostela sv. Vavřince ve Vysokém Mýtě a na záchraně tzv. Pražské brány.